# 爬行拟剑水蚤
爬行拟剑水蚤（学名：Paracycolps sitiseiensis）为剑水蚤科拟剑水蚤属的动物，是中国的特有物种。分布于台湾岛等地，多栖息于高山水坑中。